# 异盘并殖吸虫
异盘并殖吸虫（学名：Paragonimus heterotremus）为并殖科并殖属的动物。分布于泰国、老挝以及中国大陆的云南、广西、贵州等地，营寄生生活，终末宿主为小型或中等大的哺乳动物。